# 科沃斯德塞拉托
科沃斯德塞拉托，是西班牙卡斯蒂利亚-莱昂帕伦西亚省的一个市镇。 总面积47平方公里，总人口233人（2001年），人口密度5人/平方公里。